# Příkosice
Příkosice är en ort i Tjeckien.   Den ligger i regionen Plzeň, i den västra delen av landet, 70 km sydväst om huvudstaden Prag. Příkosice ligger 496 meter över havet och antalet invånare är 346.
Terrängen runt Příkosice är platt åt sydväst, men åt nordost är den kuperad.  Trakten runt Příkosice är nära nog obefolkad, med mindre än två invånare per kvadratkilometer. Närmaste större samhälle är Rokycany, 9,6 km nordväst om Příkosice. I omgivningarna runt Příkosice växer i huvudsak blandskog.